# پلیکو
پلیکو (به لاتین: Pleiku) یک شهر در ویتنام است که در استان گیا لای واقع شده‌است.

## خصوصیات
پلیکو ۲۶۱ کیلومترمربع مساحت و ۱۸۶٬۷۶۳ نفر جمعیت دارد و ۷۴۰ متر بالاتر از سطح دریا واقع شده‌است.